# الاتحاد الدولي لتنس الطاولة

شعار الاتحاد الدولي لتنس الطاولة.

الاتحاد الدولي لتنس الطاولة (بالإنجليزية: International Table Tennis Federation)‏ هو الجهة المنظمة والحاكمة لجميع اتحادات تنس الطاولة حول العالم. ويرأسه ممثلون عن دول ألمانيا وهنغاريا وإنجلترا. وتم تأسيسه عام 1926. عقدت أول بطولة تنس عالمية بتنظيم الاتحاد في يونيو 1926 في برلين.

## دور ومهام الاتحاد
يتمثل دور الاتحاد في مراقبة والاشراف على القوانين والتعليمات الخاصة باللعبة بالإضافة إلى مواكبة أحدث التطورات التكنولوجية المتعلقة بتطوير لعبة تنس الطاولة. فمثلا في أواخر عام 2000 قام الاتحاد بعدة تعديلات على قوانين اللعبة تهدف لجعلها أكثر شعبية وقابلية للبث التلفزيوني ولجذب المشاهدين، منها استبدال الكرة المستخدمة في اللعبة من كرة بقطر 38 مم إلى كرة بقطر 40 مم مما أدى إلى زيادة ممانعة الكرة للهواء وبالتالي إبطاء وتيرة اللعبة. وتم إقرار هذا التعديل لأن اللاعبين في ذلك الوقت أصبحوا يستخدمون مضارب ذات سماكة أكبر مما أدى إلى زيادة قوة ضرب الكرة وبالتالي الزيادة الكبيرة في سرعتها، مما جعل من الصعوبة مشاهدة اللعبة عبر شاشات التلفزيون.
ويوجد حاليا 205 أعضاء مسجلين في الاتحاد، ويوجد مقر الاتحاد في مدينة لوزان في سويسرا ويرأس الاتحاد حاليا السيد أدهم شرارة وهو كندي الجنسية.

## تاريخ التأسيس
تأسس الاتحاد في عام 1926 من قبل ويليام هنري لوز من ويموندهام وكان الأعضاء التسعة المؤسسون هم النمسا وتشيكوسلوفاكيا والدنمارك وإنجلترا وألمانيا والمجر والهند والسويد وويلز. وقد أقيمت البطولة الدولية الأولى في يناير 1926 في برلين بينما أقيمت أول بطولة عالمية لتنس الطاولة في ديسمبر 1926 في لندن.
في نهاية عام 2000 قام ITTF بوضع العديد من التغييرات في القواعد التي تهدف إلى جعل تنس الطاولة أكثر قابلية للتطبيق كرياضة متفرج متلفزة،  تم استبدال كرات 38 مم رسميًا بكرات 40 مم. زاد هذا من مقاومة الكرة للهواء وأبطأ اللعبة بشكل فعال.
في 29 فبراير 2008 أعلن ITTF عن العديد من التغييرات في القواعد بعد الاجتماع التنفيذي لـ ITTF في جوانجزو في الصين فيما يتعلق بأهلية اللاعب للعب في اتحاد جديد، وتهدف القواعد الجديدة إلى تشجيع الاتحادات على تطوير لاعبيها.
المقر الرئيسي لـ ITTF في لوزان في سويسرا، وكان الرئيس السابق لـ ITTF هو أدهم شرارة من كندا. الرئيس الحالي منذ 2014 هو توماس ويكرت من ألمانيا.

## العضوية

### الاتحادات القارية
يعترف الـ ITTF بست اتحادات قارية. لكل اتحاد قاري رئيس بصفته مسؤوله الأعلى ويملك دستوره. فيما يلي اتحادات معترف بها:
| القارة           | أفراد | الاتحاد القاري                             |
| ---------------- | ----- | ------------------------------------------ |
| الهند            | 51    | اتحاد تنس الطاولة في الهند (TTFI)          |
| آسيا             | 45    | الاتحاد الآسيوي لتنس الطاولة (ATTU)        |
| أوروبا           | 58    | الاتحاد الأوروبي لتنس الطاولة (ETTU)       |
| اميركا اللاتينية | 40    | اتحاد أمريكا اللاتينية لتنس الطاولة (ULTM) |
| أمريكا الشمالية  | 4     | اتحاد تنس الطاولة لأمريكا الشمالية (NATTU) |
| أوقيانوسيا       | 24    | اتحاد أوقيانوسيا لتنس الطاولة (OTTF)       |

### الاتحادات الوطنية
يوجد حاليًا 226 اتحاد عضو داخل ITTF.

## الهيكل التنظيمي
تحضر جميع الاتحادات الأعضاء في ITTF الاجتماع العام السنوي (AGM). تتم مناقشة جداول الأعمال الخاصة بتغييرات الدستور، وقوانين تنس الطاولة، وطلبات العضوية وما إلى ذلك من خلال التصويت. أيضًا، يتم انتخاب رئيس ITTF، و8 نواب الرئيس التنفيذيين، و32 ممثلًا قاريًا أو أقل في اجتماع الجمعية العمومية العادية، لمدة أربع سنوات. يؤلف الرئيس ونواب الرئيس التنفيذيون ورئيس لجنة الرياضيين اللجنة التنفيذية.
اللجنة التنفيذية والممثلون القاريون ورؤساء الاتحادات القارية الست أو من يعينهم يشكلون مجلس الإدارة (المجلس). يدير مجلس الإدارة عمل ITTF بين الجمعيات العمومية السنوية. تعمل العديد من اللجان أو اللجان أو مجموعات العمل أو اللجان بموجب دستور ITTF أو تحت المجلس.

## دوره في الدبلوماسية
على عكس المنظمات الخاصة بالرياضات الأكثر شعبية، يميل الـ ITTF إلى التعرف على الفرق من الهيئات الحاكمة غير المعترف بها عمومًا للأراضي المتنازع عليها. على سبيل المثال تعترف حاليًا باتحاد تنس الطاولة في كوسوفو على الرغم من استبعاد كوسوفو من معظم الرياضات الأخرى.
اعترفت بجمهورية الصين الشعبية في عام 1953 وسمحت ببعض الدبلوماسية الأساسية  مما أدى إلى انفتاح للرئيس الأمريكي ريتشارد نيكسون أطلق عليه «دبلوماسية بينج بونج» في أوائل السبعينيات.

## المسابقات
المصطلحات: MT / WT : فرق الرجال / السيدات؛ MS / WS : فردي رجال / سيدات؛ MD / WD : زوجي رجال / نساء؛ XD : زوجي مختلط 
الأحداث الدولية الكبرى
| اسم المنافسة                   | أول مرة | التواتر                   | ترتيب ITTF | ترتيب ITTF | الأحداث | الأحداث | الأحداث | الأحداث | الأحداث | الأحداث | الأحداث |
| اسم المنافسة                   | أول مرة | التواتر                   | تصنيف      | علاوة      | MT      | WT      | MS      | WS      | MD      | WD      | XD      |
| ------------------------------ | ------- | ------------------------- | ---------- | ---------- | ------- | ------- | ------- | ------- | ------- | ------- | ------- |
| بطولات العالم                  | 1926    | السنة ذات الأرقام الفردية | R1         | ب 1        |         |         | •       | •       | •       | •       | •       |
| بطولات فرق العالم              | 1926    | عام زوجي                  | R1         |            | •       | •       |         |         |         |         |         |
| كأس العالم للرجال              | 1980    | سنة واحدة                 | R1         | B2         |         |         | •       |         |         |         |         |
| الألعاب الأولمبية الصيفية      | 1988    | أربع سنوات                | R1         | ب 1        | •       | •       | •       | •       |         |         |         |
| كأس العالم                     | 1990    | السنة ذات الأرقام الفردية | R1         |            | •       | •       |         |         |         |         |         |
| كأس العالم للسيدات             | 1996    | سنة واحدة                 | R1         | B2         |         |         |         | •       |         |         |         |
| نهائيات ITTF World Tour الكبرى | 1996    | سنة واحدة                 | R2         | B2         |         |         | •       | •       | •       | •       |         |

أحداث الصغار
| اسم المنافسة                     | عقد لأول مرة | عقد كل     | ترتيب ITTF | ترتيب ITTF | الأحداث | الأحداث | الأحداث | الأحداث | الأحداث | الأحداث | الأحداث |
| اسم المنافسة                     | عقد لأول مرة | عقد كل     | تصنيف      | علاوة      | MT      | WT      | MS      | WS      | MD      | WD      | XD      |
| -------------------------------- | ------------ | ---------- | ---------- | ---------- | ------- | ------- | ------- | ------- | ------- | ------- | ------- |
| حلبة ITTF العالمية للناشئين      | 1992         | سنة واحدة  | R2         | ب 4        | •       | •       | •       | •       | •       | •       |         |
| بطولة العالم للناشئين            | 2003         | سنة واحدة  | R1         | ب 3        | •       | •       | •       | •       | •       | •       | •       |
| تحدي ITTF العالمي للكاديت        | 2003         | سنة واحدة  | R2         | ب 4        | •       | •       | •       | •       | •       | •       |         |
| الألعاب الأولمبية الصيفية للشباب | 2010         | أربع سنوات | R1         | ب 3        | •       | •       | •       | •       |         |         |         |

أحداث بارالمبية
| اسم المنافسة                        | عقد لأول مرة | عقد كل     | الأحداث | الأحداث | الأحداث | الأحداث | الأحداث | الأحداث | الأحداث |
| اسم المنافسة                        | عقد لأول مرة | عقد كل     | MT      | WT      | MD      | WS      | MD      | WD      | XD      |
| ----------------------------------- | ------------ | ---------- | ------- | ------- | ------- | ------- | ------- | ------- | ------- |
| الألعاب البارالمبية الصيفية         | 1960         | أربع سنوات | •       | •       | •       | •       | •       | •       |         |
| بطولة العالم ITTF Para لتنس الطاولة | 1990         | أربع سنوات | •       | •       | •       | •       |         |         |         |

أحداث ITTF ساب
| اسم المنافسة             | عقد لأول مرة | آخر عقد | ترتيب ITTF | ترتيب ITTF | الأحداث | الأحداث | الأحداث | الأحداث | الأحداث | الأحداث | الأحداث |
| اسم المنافسة             | عقد لأول مرة | آخر عقد | تصنيف      | علاوة      | MT      | WT      | MD      | WS      | MD      | WD      | XD      |
| ------------------------ | ------------ | ------- | ---------- | ---------- | ------- | ------- | ------- | ------- | ------- | ------- | ------- |
| الصين vs. التحدي العالمي | 2004         | 2012    | R2         |            | •       | •       |         |         |         |         |         |

## التصنيف العالمي
يحتفظ ITTF بقائمة التصنيف العالمي الرسمية بناءً على نتائج اللاعبين في البطولات على مدار العام.
يوضح الجداول أدناه التصنيف العالمي الحالي لـ ITTF للرجال والنساء.
| تصنيف ITTF العالمي للرجال، اعتبارًا من أبريل 2020* | تصنيف ITTF العالمي للرجال، اعتبارًا من أبريل 2020* | تصنيف ITTF العالمي للرجال، اعتبارًا من أبريل 2020* | تصنيف ITTF العالمي للرجال، اعتبارًا من أبريل 2020* | تصنيف ITTF العالمي للرجال، اعتبارًا من أبريل 2020* |
| #                                                 | اللاعب                                            | النقاط                                            | التغير†                                           |                                                   |
| ------------------------------------------------- | ------------------------------------------------- | ------------------------------------------------- | ------------------------------------------------- | ------------------------------------------------- |
| 1                                                 | فان زيندونغ (CHN)                                 | 17,915                                            | ▲ 1                                               |                                                   |
| 2                                                 | Xu Xin ‏ (CHN)                                     | 17,260                                            | ▼ 1                                               |                                                   |
| 3                                                 | ما لونغ (CHN)                                     | 15,525                                            |                                                   |                                                   |
| 4                                                 | توموكازو هاريموتو (JPN)                           | 13,245                                            | ▲ 1                                               |                                                   |
| 5                                                 | Lin Gaoyuan (CHN)                                 | 13,240                                            | ▼ 1                                               |                                                   |
| 6                                                 | Hugo Calderano (BRA)                              | 12,315                                            | ▲ 1                                               |                                                   |
| 7                                                 | Lin Yun-ju (TPE)                                  | 12,160                                            | ▼ 1                                               |                                                   |
| 8                                                 | Liang Jingkun (CHN)                               | 11,205                                            | ▲ 1                                               |                                                   |
| 9                                                 | ماتياس فالك (SWE)                                 | 11,065                                            | ▼ 1                                               |                                                   |
| 10                                                | تيمو بول (GER)                                    | 10,910                                            |                                                   |                                                   |
| 11                                                | ديميتريج أوفتشاروف (GER)                          | 10,445                                            |                                                   |                                                   |
| 12                                                | Wang Chuqin (CHN)                                 | 9,785                                             | ▲ 5                                               |                                                   |
| 13                                                | كوكي نيوا (JPN)                                   | 9,570                                             | ▼ 1                                               |                                                   |
| 14                                                | Jeoung Young-sik (KOR)                            | 9,555                                             | ▼ 1                                               |                                                   |
| 15                                                | Liam Pitchford (ENG)                              | 9,320                                             | ▲ 7                                               |                                                   |
| 16                                                | باتريك فرانشيسكا (GER)                            | 9,050                                             | ▼ 2                                               |                                                   |
| 17                                                | جون ميزوتاني (JPN)                                | 9,045                                             | ▼ 2                                               |                                                   |
| 18                                                | Jang Woo-jin (KOR)                                | 8,835                                             | ▼ 2                                               |                                                   |
| 19                                                | Simon Gauzy (FRA)                                 | 8,755                                             | ▲ 2                                               |                                                   |
| 20                                                | كوادري أرونا (NGR)                                | 8,710                                             | ▼ 2                                               |                                                   |

| تصنيف ITTF العالمي للسيدات، اعتبارًا من أبريل 2020* | تصنيف ITTF العالمي للسيدات، اعتبارًا من أبريل 2020* | تصنيف ITTF العالمي للسيدات، اعتبارًا من أبريل 2020* | تصنيف ITTF العالمي للسيدات، اعتبارًا من أبريل 2020* | تصنيف ITTF العالمي للسيدات، اعتبارًا من أبريل 2020* |
| #                                                  | اللاعب                                             | النقاط                                             | التغير†                                            |                                                    |
| -------------------------------------------------- | -------------------------------------------------- | -------------------------------------------------- | -------------------------------------------------- | -------------------------------------------------- |
| 1                                                  | Chen Meng (CHN)                                    | 17,915                                             |                                                    |                                                    |
| 2                                                  | ميما إيتو (JPN)                                    | 15,440                                             | ▲ 1                                                |                                                    |
| 3                                                  | صن ينغشا (CHN)                                     | 15,165                                             | ▼ 1                                                |                                                    |
| 4                                                  | لي شيون (CHN)                                      | 13,725                                             | ▲ 1                                                |                                                    |
| 5                                                  | Wang Manyu (CHN)                                   | 13,640                                             | ▼ 1                                                |                                                    |
| 6                                                  | دينغ نينغ (CHN)                                    | 13,450                                             |                                                    |                                                    |
| 7                                                  | Zhu Yuling (CHN)                                   | 13,240                                             |                                                    |                                                    |
| 8                                                  | Cheng I-ching (TPE)                                | 11,455                                             |                                                    |                                                    |
| 9                                                  | Feng Tianwei (SGP)                                 | 11,100                                             |                                                    |                                                    |
| 9                                                  | كاسومي إيشيكاوا ‏ (JPN)                             | 11,100                                             |                                                    |                                                    |
| 11                                                 | مياو هيرانو (JPN)                                  | 10,815                                             |                                                    |                                                    |
| 12                                                 | Wang Yidi (CHN)                                    | 10,435                                             |                                                    |                                                    |
| 13                                                 | Chen Xingtong (CHN)                                | 10,370                                             |                                                    |                                                    |
| 14                                                 | Sofia Polcanova (AUT)                              | 9,095                                              | ▲ 1                                                |                                                    |
| 15                                                 | Doo Hoi Kem (HKG)                                  | 9,060                                              | ▼ 1                                                |                                                    |
| 16                                                 | Jeon Ji-hee (KOR)                                  | 9,020                                              |                                                    |                                                    |
| 17                                                 | Hitomi Sato ‏ (JPN)                                 | 8,800                                              | ▲ 1                                                |                                                    |
| 18                                                 | He Zhuojia (CHN)                                   | 8,255                                              | ▼ 1                                                |                                                    |
| 19                                                 | Adriana Díaz ‏ (PUR)                                | 8,090                                              |                                                    |                                                    |
| 20                                                 | بيتريسا سوليا (GER)                                | 8,080                                              |                                                    |                                                    |

## وصلات خارجية
- الموقع الرسمي للاتحاد